# ハロー・ドーリー!
『ハロー・ドーリー!』（Hello, Dolly!）は、1964年のアメリカのミュージカル。マイケル･スチュアートがミュージカル脚本を執筆した。楽曲はジェリー・ハーマンが作詞・作曲を行なった。1938年のソーントン・ワイルダーの笑劇『The Merchant of Yonkers 』(1955年に『The Matchmaker 』に改訂)を基にしている。ニューヨーク州にて、頑固な仲人ドリー・ギャラガー・リーヴァイが、著名で裕福な独身のホレス・ヴァンダゲルダーに仲介するためヨンカーズに向かう。その際、ドリーはホレスの姪、その恋人、ホレスの従業員2人をニューヨークに向かわせる。
1964年、デイヴィッド・メリックのプロデュースによりブロードウェイでキャロル・チャニング主演で初上演され、トニー賞においてミュージカル作品賞、ミュージカル主演女優賞をはじめ『南太平洋』と同数の10部門を独占状態で受賞し、37年間この記録を保持していた。2002年、キャスト・レコーディング・アルバム『Hello, Dolly! An Original Cast Recording』がグラミーの殿堂入りを果たした。1964年6月6日、このアルバムはビルボード誌アルバム・チャートで第1位を獲得し、翌週はルイ・アームストロングのアルバム『Hello, Dolly! 』が第1位を獲得した。
ブロードウェイにて4回再演されただけでなくアメリカ国外でも上演され、ブロードウェイを代表する演目となった。1969年には映画『ハロー・ドーリー!』が制作され、アカデミー賞7部門にノミネートされ、3部門で受賞した。

## 経緯
1842年のオーストリアの脚本家ヨハン・ネストロイの戯曲『楽しき哉憂さ晴らし』を基にし、1835年、イギリスの脚本家ジョン・オクセフォードは戯曲『A Day Well Spent』を執筆した。1938年、ネストロイの戯曲を基に脚本家ソーントン・ワイルダーが笑劇『The Merchant of Yonkers 』をまとめ、1955年、更に改訂・改題してドリーの役柄を発展させ『The Matchmaker 』としてルース・ゴードンがドリー役を演じた。『The Matchmker 』はヒットして再演を重ね、1958年、シャーリー・ブース主演で『The Matchmaker 』として映画化された。1891年のヒット・ミュージカル『A Trip to Chinatown 』にも登場したような、都会のレストランにおいて、男女の仲を取り持つことおよび自身の恋愛に懸命となるおせっかいな未亡人を中心に物語が展開する。
当初、ドリー役はエセル・マーマンが演じるとして執筆されたが、マーマンが降板し、メアリー・マーティンも同様に降板した(ただしのちに2人ともこの役を演じた)。メリックはナンシー・ウォーカーのオーディションを行なった。最終的にキャロル・チャニングに決まり、当たり役となった。演出はハロルド・プリンス、ジェローム・ロビンズ、ジョー・レイトンが降板し、ガワー・チャンピオンが就任した。
デトロイト、ワシントンD.C.で行なわれた試験興行では問題が山積みとなった。レビューを受け、制作は脚本および楽曲に大幅な変更を加え、新曲『Before the Parade Passes By 』を追加した。当初題名は『Dolly, A Damned Exasperating Woman 』、『Call on Dolly 』であった。しかしメリックはルイ・アームストロングの曲『Hello, Dolly 』を聴いて改題した。このミュージカルはブロードウェイの定番作品の1つとなり、1960年代後半、2,844回上演され、ブロードウェイ史上ロングラン公演作品の1つとなった。この時代のミュージカルにおいて、上演回数1,000回以上は10作品、2,000回以上は3作品あり、ブロードウェイ・ミュージカルが再び盛り上がりを見せていた。

## ストーリー
19世紀後半のニューヨーク。お節介で面倒見のいい未亡人ドーリーは恋の悩みも「全て私にお任せ」 ("Just Leave Everything to Me")と街で名刺を配り歩き、マッチメーカー（仲人業）で暮らしている。ドーリーが密かに気になる相手は、郊外の田舎町ヨンカーズ で飼料店を営み、金持ちだがケチで頑固者のホレス。再婚を望むホレスはドーリーに帽子屋の女主人アイリーンを紹介され、さっそくプロポーズに向かう。一方、ホレスの姪アーメンガードは貧乏画家アンブローズとの結婚に反対され、駆け落ち寸前。アンブローズの相談に、ドーリーはある作戦を立てる。コーネリアスとバーナビーは、雇い主のホレスに内緒で、本当の恋を見つけるためニューヨークに旅立ち、アイリーンとその従業員ミニーに出会うが、彼女の店でホレスに遭遇。慌てて身を隠すと、男性の気配を察したホレスは怒って店を出た。この状況をうまく収めようと、ドーリーは、コーネリアスたちに4人で高級レストランのハーモニア・ガーデンに行くよう提案する。関係者が勢揃いしたレストラン高級料理店で、食事したものの皆、金がなく、アイリーンたちは逃げ出してしまった。そんな騒ぎの後で、ホレスはドーリーを見直し、結婚を申し込んだ。ドーリーは、青空を渡るような風のように幸福だった。

## プロダクション

### 2017年、ブロードウェイ再演
2017年3月から、ブロードウェイでベット・ミドラー主演で上演予定。

### 日本での上演
芝居としては1988年に地人会が第26回公演「めいっぱいに夢いっぱい」として上演。演出・木村光一、主演・上月晃・前田美波里・名古屋章で、本多劇場などで公演し、1990年にも労演の公演として全国を回る。
ミュージカルとしては2012年2月3日～5日、富山県出身で宝塚のトップスターだった剣幸の主演で、富山市民文化事業団の企画により、オーバード・ホール（富山市芸術文化ホール）で初演された。2013年8月16日～18日に、オーバード・ホールにて再演。同年8月23日～25日には、東京芸術劇場でも上演された。

## 文化的影響
同名の主題曲『ハロー・ドーリー!（英）』もポピュラー音楽として数多くのカバーが生まれた。『ハロー・ドーリー!』を元にした替え歌『ハロー・リンドン!』は1964年アメリカ大統領選挙における民主党候補リンドン・ジョンソン大統領のキャンペーンソング（Campaign song）となった。また、この作品から名前を取ったバークッキー『ハロー・ドーリー・クッキー』（主な材料はチョコレートチップ・ココナッツとその他ナッツ・コンデンスミルク・グラハムクラッカー）はアメリカでは人気のあるクッキーの一つである。